# Kumarghat
Kumarghat is een nagar panchayat (plaats) in het district Unakoti van de Indiase staat Tripura. 

## Demografie
Volgens de Indiase volkstelling van 2001 wonen er 11.591 mensen in Kumarghat, waarvan 52% mannelijk en 48% vrouwelijk is. De plaats heeft een alfabetiseringsgraad van 79%. 